# 武田信宗
武田 信宗（たけだ のぶむね）は、鎌倉時代の武将。甲斐源氏第9代当主。武田氏6代当主。第8代当主・武田時綱の子。母は名越朝時の娘と伝わる。第10代当主・武田信武の父。

## 略歴
文永6年（1269年）8月1日、甲府の館にて生まれる。建治3年（1277年）11月11日、鎌倉において当時の執権・北条時宗を烏帽子親として元服、「宗」の偏諱を与えられて信宗と名乗った。鎌倉幕府の御家人として活躍し、北条氏から信任を受け重用された。
安芸の守護職を得て、安芸銀山城を築城したという。しかし、彼自身が安芸に直接赴いたかどうかは不明である。
元応2年12月11日に出家、光阿または向阿（いずれも読みは｢こうあ｣か）と号した。元徳2年（1330年）11月9日に死去。
「甲斐信濃源氏綱要」には｢勅集作者｣とあり、歌人でもあったようである。

## 墓所
実際に安芸国に下向したかは不明である信宗であるが、武田光和の末裔とされる周防武田氏の大正時代の当主・武田甲斐人（呉港高等学校創始者）が佐東銀山城から周防源氏武田氏屋敷跡に移設した宝篋印塔が残っている。